# Diprotodontinae
Die Diprotodontinae sind eine Unterfamilie australisch-neuguineischer Megafauna innerhalb der Familie Diprotodontidae. Tiere, die dieser Unterfamilie angehören, existierten vom späten Oligozän bis zum späten Pleistozän und gehörten zu den größten Beutelsäugern der Erdgeschichte.

## Allgemeine Systematik
Die Diprotodontinae ist eine Unterfamilie der Diprotodontidae. Sie wurde benannt nach  ihrem bekanntesten Vertreter, Diprotodon. Die zweite Unterfamilie der Diprotodontidae ist die Zygomaturinae.

## Innere Systematik
nach Black, Mackness 1999 (aus: Long, Archer, Flannery, Hand: Prehistoric Mammals of Australia and New Guinea, one hundred million years of evolution. Johns Hopkins University Press, Baltimore / London 2002, ISBN 0-8018-7223-5):
- Diprotodontinae
  - Ngapakaldia
  - Pitikantia
    - Bematherium
      - Pyramios
        - Meniscolophus
        - Euowenia
          - Euryzygoma
          - Diprotodon